# Rezerwat przyrody Dolina Łańskiego Potoku
Dolina Łańskiego Potoku – leśny rezerwat przyrody w Grodźcu w gminie Jasienica w województwie śląskim. Został utworzony rozporządzeniem Ministra Ochrony Środowiska, Zasobów Naturalnych i Leśnictwa z dnia 23 grudnia 1998 roku (Dz.U. z 1998 r. nr 164, poz. 1187).
Zajmuje powierzchnię 47,07 ha (akt powołujący podawał 46,89 ha). Rezerwat podlega ochronie ścisłej (7,05 ha) i czynnej (40,02 ha).
Rezerwat obejmuje dolinę Łazińskiego (tu: Łańskiego) Potoku na Pogórzu Śląskim, tuż u północnych podnóży Beskidu Śląskiego. Ochronie podlegają w nim leśne zbiorowiska łęgowe:
- podgórski łęg jesionowy
- nadrzeczna olszyna górska

z licznymi, obfitymi stanowiskami ciemiężycy zielonej oraz miejscami rozrodu wielu gatunków gadów i płazów. Godnym uwagi jest występowanie bociana czarnego.